# Плитвички Љесковац
Плитвички Љесковац је насељено мјесто у Лици. Припада општини Плитвичка Језера, у Личко-сењској жупанији, Република Хрватска.

## Географија
Плитвички Љесковац је удаљен око 16 км сјеверозападно од Коренице. У близини насеља налази се Национални парк Плитвичка језера.

## Историја
Плитвички Љесковац се од распада Југославије до августа 1995. године налазио у Републици Српској Крајини. До територијалне реорганизације у Хрватској насеље се налазило у саставу бивше велике општине Кореница.

## Становништво
Према попису из 1991. године, насеље Плитвички Љесковац је имало 74 становника, међу којима је било 68 Срба, 4 Хрвата и 2 Југословена. Према попису становништва из 2001. године, Плитвички Љесковац је имао 15 становника. Према попису становништва из 2011. године, насеље Плитвички Љесковац је имало 20 становника.
| Националност       | 1991. | 1981. | 1971. | 1961. |
| Срби               | 68    | 76    | 174   |       |
| Хрвати             | 4     | 5     | 31    |       |
| Југословени        | 2     | 19    | 4     |       |
| остали и непознато |       | 2     | 1     |       |
| Укупно             | 74    | 102   | 210   | 268   |

| Демографија | Демографија | Демографија |
| Година      | Становника  | Становника  |
| ----------- | ----------- | ----------- |
| 1961.       | 268         |             |
| 1971.       | 210         |             |
| 1981.       | 102         |             |
| 1991.       | 74          |             |
| 2001.       | 15          |             |
| 2011.       |             | 20          |